# Dostuk
Dostuk är en ort i Kirgizistan.   Den ligger i oblastet Naryn Oblusu, i den centrala delen av landet, 190 km sydost om huvudstaden Bisjkek. Dostuk ligger 1 866 meter över havet och antalet invånare är 750.
Terrängen runt Dostuk är varierad. Runt Dostuk är det mycket glesbefolkat, med 5 invånare per kvadratkilometer. Det finns inga andra samhällen i närheten. Trakten runt Dostuk består i huvudsak av gräsmarker.